# مواطن درجة ثانية

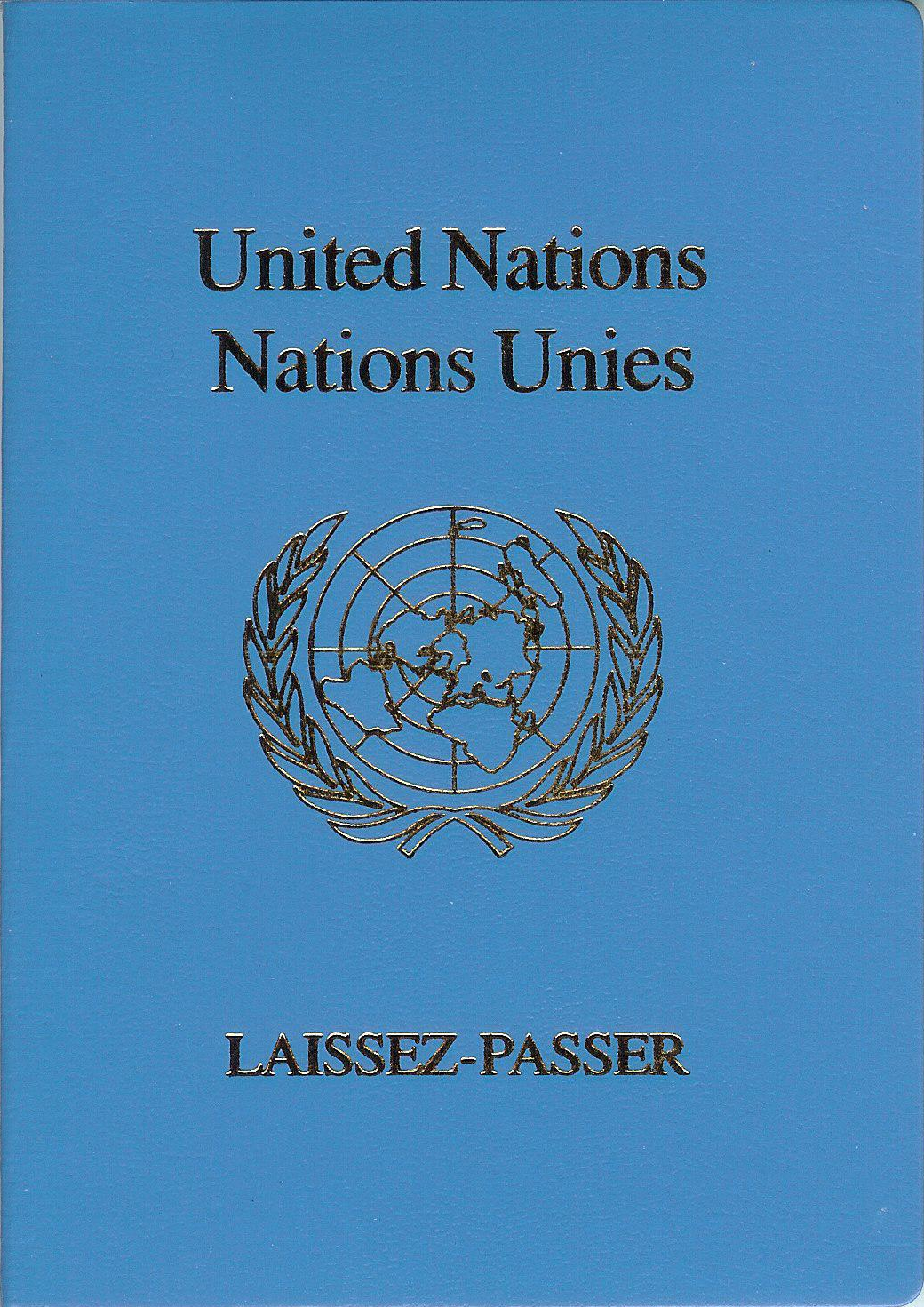

المواطن من الدرجة الثانية، هو شخص يتعرض للتمييز بشكل ممنهج داخل إقليم أو ولاية قضائية سياسية أخرى، بغض النظر عن وضعه الشكليّ كمواطن أو مقيم قانوني هناك. على الرغم من أن مواطني الدرجة الثانية ليسوا بالضرورة عبيداً أو خارجين عن القانون أو مجرمين، إلا أن حقوقهم القانونية والمدنية والاجتماعية وفرصهم محدودة، كما يتعرضون غالباً لسوء المعاملة أو الإهمال من قبل رؤسائهم المفترضين. على الرغم من كل ما سبق، يختلف مواطنو الدرجة الثانية عن «المواطنين الأدنى من الكل»، حيث يتجاهل غالباً القانون مواطني الدرجة الثانية أو يُستخدم لمضايقتهم. تعتبر الأنظمة التي تضم مواطنين من الدرجة الثانية بحكم الأمر الواقع منتهكة لحقوق الإنسان.
تشمل الظروف النموذجية التي تواجه مواطني الدرجة الثانية على سبيل المثال لا الحصر:
- تجميد حق الاقتراع (نقص أو حرمان من حق التصويت).
- تقييد الخدمات المدنية والعسكرية (لا تشمل بالضرورة التجنيد في كل حالة).
- فرض قيود على اللغة والدين والتعليم.
- نقص في حرية الحراك وإنشاء الجمعيات.
- فرض قيود على ملكية الأسلحة.
- فرض قيود على الزواج.
- فرض قيود على الهوية الجنسية وحرية التعبير عنها.
- فرض قيود على الإقامة.

## فرض قيود على الممتلكات الشخصية
هذه الفئة عادةً ما تكون غير رسمية وأكاديمية غالباً، ويستخدم هذا المصطلح بشكل عام كنوع من التحقير، وعادة ما تنكر الحكومات وجود مواطنين من الدرجة الثانية داخل النظام السياسي الخاص بها. لا يتم قياس جنسية المواطنين من الدرجة الثانية بشكل موضوعي لاعتبارهم فئة غير رسمية؛ ومع ذلك، تعتبر الكثير من الحالات مثل حالة الجنوب الأمريكي الخاضع للتمييز، والسكان الأصليين في أستراليا قبل عام 1967، والفصل العنصري في جنوب أفريقيا، والنساء في المملكة العربية السعودية بموجب القانون السعودي، والداليت في الهند ونيبال، والكاثوليك الرومان في أيرلندا الشمالية خلال العهد البرلماني، أمثلة عن المجموعات التي تم وصفها تاريخيا بأنها تضم مواطنين من الدرجة الثانية. تاريخياً وبالتحديد قبل منتصف القرن العشرين، تم تطبيق هذه السياسة من قبل بعض الإمبراطوريات الاستعمارية الأوروبية على المقيمين المستعمرين في الممتلكات الخارجية.
يعتبر الأجنبي المقيم أو الأجنبي الوطني، بالإضافة إلى الأطفال بشكل عام، من الأشخاص الذين تشملهم التعاريف المختلفة لمواطني الدرجة الثانية؛ ولكن هذا لا يعني أنه ليس لديهم أي حماية قانونية، أو أنهم يفتقرون إلى قبول (انسجام) السكان المحليين بهم.
يملك المواطن المتجنس بشكل أساسي نفس الحقوق والمسؤوليات التي يملكها أي مواطن آخر (والفرق الوحيد الممكن بينهما هو عدم الأهلية لبعض المكاتب العامة)، كما أنه محمي قانونياً أيضاً.

## أمثلة
- انتقدت المقترحات الخاصة ببرنامج ضيف أمريكا العامل - والتي من شأنها أن تؤمن الوضع القانوني للعمال الأجانب وتقبلهم في الولايات المتحدة، ولكنها لا تقدم سبيل المواطنة لهم- بحجة أن مثل هذه السياسة ستخلق «غير مواطنين» من الدرجة الثانية.[4][5][6]
- يشكل «غير المواطنين» اللاتفيين مجموعة مماثلة لمواطني الدرجة الثانية.[7] فعلى الرغم من أنهم لا يعتبرون أجانب (أي لا يحملون أي جنسية أخرى، ولديهم بطاقات هوية لاتفية)، إلا أنهم يملكون حقوقاً مخفضّة مقارنة بالمواطنين الكاملين. على سبيل المثال، لا يحق لغير المواطنين التصويت أو شغل مناصب عامة. وقد وصفت اللجنة الأوروبية لمناهضة العنصرية والتعصب وضعهم على أنهم «قلقين خوفاً من اعتبارهم مواطنين من الدرجة الثانية». «غير المواطنين» الأستونيين يعيشون في وضع مماثل.
- يحصل النيوزيلنديون تلقائياً على «تأشيرة الفئة الخاصة» عند دخولهم أراضي أستراليا، والتي لا تمثل أي طريق للحصول على الجنسية الأسترالية. على سبيل المثال لا الحصر، إحدى الخدمات التي يُمنع النيوزيلنديون من الحصول عليها هي الاستفادة من برنامج الدعم الحكومي سنترلينك. وهذا يعني أنه مثلاً في حال جاء شخص ما من نيوزيلندا إلى أستراليا للعيش مع زوجته أو زوجه الأسترالي، فلن يتمكن الشريك النيوزيلندي من اللجوء إلى سنترلينك للحصول على المال اللازم لترك الزوج المسيء، حتى ولو تعرض للتعنيف المنزلي.
- لا يملك مواطنو بر الصين الرئيسي المقيمين في هونغ كونغ أو ماكاو بواسطة جواز أحادي، حقوق المواطنة (كالحصول على جواز سفر) في كل من بر الصين الرئيسي أو المناطق الإدارية فيه بعد استقرارهم هناك، إلا في حال حصولهم على الإقامة الدائمة، حيث تجعلهم هذه الإقامة مواطنين من الدرجة الثانية.
- البوراكومين، هي تسمية لحالة المواطنين من الدرجة الثانية في اليابان؛ وتعني الأشخاص الذين ينتمون إلى مكان يسمى «بوراكو». تعني البوراكو في الأساس قرية أو منطقة صغيرة؛ ومارس الناس لفترة طويلة التمييز ضد الأشخاص الذين يعيشون في «البوراكو» على الرغم من انتمائهم لنفس العرق، حيث أنه لا توجد فروق بين الشعب الياباني العادي والأشخاص الذين يطلق عليهم اسم البوراكومين.

ليس من الواضح متى ولماذا بدأ هذا التمييز، لكن يقال إنه كان أكثر شيوعاً في فترة إيدو، وغالباً ما يطلق عليهم «إيتا» أو «هينين» بمعنى ملوث أو غير بشري. على الرغم من انتهاء هذا التمييز رسمياً في عام 1871 بواسطة«كايهوري»، إلا أن العديد من الأشخاص قاوموا هذا الأمر واستمروا في معاملتهم على أنهم بوراكومين.
حالياً، يتناقص عدد الناس الذين يعاملون البوراكومين بتمييز وعنصرية؛ ومع ذلك، فإنه لايزال يعتبر مصطلح البوراكومين كلمة تمييزية وعنصرية، في الوقت الذي يوجد فيه قدر معين من الأجيال الشابة الحديثة التي لا تعرف هذا المصطلح أو فكرته حتّى. لايزال يتعرض الناس للتمييز في بعض الحالات أيضاً، خاصةً عند الحصول على عمل أو الزواج.
- يمكن اعتبار مواطني العديد من الأراضي المستعمرة في الماضي، مواطنين من الدرجة الثانية مقارنة بالمستعمرين، ولكن مع مرور الأجيال أصبحوا «مواطنين أقل من الكل»، في الحالات التي لم يتم فيها ضمان حقوق المواطنة قوية التأثير.